# Хвощинские
Хвощинские (пол. Chwoszczynski) — два древних дворянских рода, вероятно одного происхождения из московских бояр.
При подаче документов (декабрь 1685) для внесения рода в Бархатную книгу, была предоставлена родословная роспись Хвощинских, жалованная грамота Ивана IV Васильевича - Роману и Степану Матвеевичам Хвощинским Софроновским на село Семёновское с деревнями в Тульском уезде и деревни Нероново и Седельниково в волости Волкона Алексинского уезда (1535), две указные грамоты (1597 и 1617).
В Гербовник внесены две фамилии Хвощинских:
1. Потомство Дмитрия Минича Софроновского, бывшего у великого князя Василия Дмитриевича «в боярех». Праправнук его Василий Андреевич имел сына Матвея, по прозвищу Хвощ, отчего и потомки его стали называться Хвощинские. Этот род записан по Тамбовской губернии. (Герб. Часть III. № 25).
2. Потомство Михаила Замятина сына Хвощинского, за которым записано отца его поместье (1622). Сын его Аким «за многую службу», во время войны с крымским ханом, пожалован вотчинами (1682). Род этот внесён в VI часть родословной книги Тульской губернии. (Герб. Часть VIII. № 56)[2].

Есть ещё два рода Хвощинских, более позднего происхождения, по Московской и Орловской губерниям.

## Графы Головкины-Хвощинские
Высочайше утверждённым (29 мая 1895) мнением Государственного совета, утверждено определение 1-го общего собрания Правительствующего сената о присоединении к фамилии сына отставного гвардии ротмистра Юрия Николаевича Хвощинского, титула и фамилии графа Головкина.

## Описание гербов

#### Герб Хвощинских 1785 г.
В Гербовнике Анисима Титовича Князева 1785 года имеется изображения трёх печатей представителей рода Хвощинских:
1. Герб капитана Самарского гусарского полка, депутата в Комиссию о сочинении нового уложения (1767) Дмитрия Фёдоровича Хвощинского: щит разделён горизонтально на две части. В верхней части, в светло-розовом поле, справа, золотая звезда (половина звезды), а слева серебряный полумесяц, рогами влево. В нижней части, в серебряном поле, белый журавль с распростёртыми крыльями, стоящий на одной ноге, а вторая приподнята, голова повёрнута влево. Щит увенчан дворянской короной (дворянский шлем и намёт отсутствуют). Вокруг щита фигурная виньетка.
2. Герб Василия Панфиловича Хвощинского:  щит разделен горизонтально на две части. В верхней части, в синем поле, в середине, серебряное изображения звезды (половина звезды)  и полумесяца, рогами влево. В нижней части, в красном поле, серебряный журавль стоящий на одной ноге, а во второй держит синий цветок, головой повёрнутый влево. Щит увенчан дворянской короной (дворянский шлем и намёт отсутствуют). Щитодержатели: с правой стороны, половина выходящего льва с мечом в правой лапе, остриём вверх и поднятой мордой. С левой стороны выходящая на половину (мифическая птица на лапах?) с изогнутым копьём (?) в правой лапе. Внизу щита фигурная виньетка.
3. Герб Петра Дмитриевича Хвощинского: серебряное поле щита, разделено горизонтально на две половины и верхняя половина разделена вертикально на две части (необъяснимое нарушение разделения поля единого цвета на три самостоятельных). В правой верхней части, золотая шестиконечная звезда. В левой, верхней части, золотой полумесяц, рогами влево. В нижней части, серебряный журавль стоящий на двух ногах. Щит увенчан дворянской короной (дворянский шлем и намёт отсутствуют). Вокруг щита фигурная виньетка[4].

#### Герб. Часть III. № 25.
Герб рода Хвощинских: щит разделён горизонтально на две части, из коих в верхней в красном поле изображены золотой Полумесяц, рогами в правую сторону обращённый и половина золотой Звезды. В нижней части в голубом поле виден Журавль натурального цвета, держащий в лапе Камень.
На щите дворянский коронованный шлем. Намёт на щите голубой, подложенный золотом.

#### Герб. Часть VIII. № 56.
Герб потомства Михаила Хвощинского: щит разделен горизонтально надвое, в верхней половине в голубом поле изображены серебряные луна рогами направо и половина звезды. В нижней части, в золотом поле, находится журавль, держащий в лапе камень. Щит увенчан дворянским шлемом и короной. Намёт на щите голубой, подложенный золотом.

## Известные представители
- Хвощинский Пётр Романович — станичный голова в Туле (1597), сопровождал детей боярских их Москвы в Вязьму (1617)[1].
- Хвощинский Федор — воевода в Талецком (1664).
- Хвощинский Иван — воевода в Новом-Осколе (1665).
- Хвощинский Тимофей — воевода в Серпухове (1681)[6].
- Хвощинский Тимофей Кузьмич — стольник (1690).
- Хвощинские: Василий Федосеевич и Захарий Ермолаевич — стряпчие (1690).
- Хвощинские: Иван Ермолаевич, Лаврентий Петрович, Савин Кузьмич, Федор Михайлович, Феодосий Филиппович — московские дворяне (1679-1692)[7].
- Хвощинская, Надежда Дмитриевна (по мужу Зайончковская; 1824—1899) — русская писательница, псевдоним «В. Крестовский».
- Хвощинская, Прасковья Дмитриевна (1832 — ?) — русская писательница; псевдонимом «С. Зимарова».
- Хвощинская, Софья Дмитриевна (1838—1865) — русская писательница, псевдоним «Иван Весеньев».